# Kanton Val-de-Meuse
Der Kanton Val-de-Meuse war bis 2015 ein französischer Wahlkreis im Arrondissement Langres, im Département Haute-Marne und in der Region Champagne-Ardenne; sein Hauptort war Val-de-Meuse.
Der fünf Gemeinden umfassende Kanton Val-de-Meuse war 137,13 km² groß und hatte 3065 Einwohner (Stand: 2012).

## Gemeinden
| Gemeinde            | Einwohner Jahr | Fläche km² | Bevölkerungsdichte | Code INSEE | Postleitzahl |
| ------------------- | -------------- | ---------- | ------------------ | ---------- | ------------ |
| Chauffourt          | 203 (2013)     | –          | – Einw./km²        | 52120      | 52140        |
| Dammartin-sur-Meuse | 209 (2013)     | –          | – Einw./km²        | 52162      | 52140        |
| Lavilleneuve        | 66 (2013)      | –          | – Einw./km²        | 52277      | 52140        |
| Val-de-Meuse        | 1933 (2013)    | –          | – Einw./km²        | 52332      | 52140        |
| Sarrey              | 380 (2013)     | –          | – Einw./km²        | 52461      | 52140        |